# Cinderella Man
Cinderella Man (prt: Cinderella Man; bra: A Luta pela Esperança) é um filme estadunidense de 2005, do gênero drama, dirigido por Ron Howard e produzido por Howard, Penny Marshall e Brian Grazer.
Baseado na história real do boxeador James J. Braddock, Cinderella Man recebeu três indicações ao Oscar.

## Sinopse
Cinderella Man foi baseado na história real do boxeador James J. Braddock (Russell Crowe), campeão dos pesos-pesados que, em 1928, teve a mão quebrada no ringue e precisou deixar o esporte e enfrentar, com mulher e filhos, a Grande Depressão de 1930, muitas vezes passando frio e fome. Em 1933, Braddock volta aos ringues.Trava uma das mais impressionantes lutas da história do boxe em 1935.

## Elenco
- James J. Braddock - Russell Crowe
- Mae Braddock - Renée Zellweger
- Joe Gould - Paul Giamatti
- Max Baer - Craig Bierko
- Mike Wilson - Paddy Considine
- Jimmey Johnston - Bruce McGill
- Ford Bond - David Huband
- Jay Braddock - Connor Price
- Rosemarie Braddock - Ariel Waller
- Howard Braddock - Patrick Louis
- Sara Wilson - Rosemarie DeWitt
- Lucille Gould - Linda Kash
- Sporty Lewis - Nicholas Campbell
- Jake - Gene Pyrz
- Padre Rorick - Chuck Shamata
- Árbitro - Clint Howard

## Recepção
O Rotten Tomatoes deu ao filme uma taxa de aprovação de 80% com base nas avaliações de 214 críticos com uma pontuação média de 7,4/10. Seu consenso afirma: "Com coragem e um sentido evocativo de tempo e lugar, o Cinderella Man é uma história poderosa de azarão. E Ron Howard e Russel Crowe provam ser uma combinação sólida". O Metacritic dá ao filme uma pontuação de 69 em 100, com base em avaliações de 40 críticas.